# 221e division de fusiliers (1re formation)
Pour les articles homonymes, voir 221e division.
La 221e division de fusiliers (russe : 221-я стрелковая дивизия) est une division d'infanterie de l'Armée rouge pendant la Seconde Guerre mondiale.
La division est créée au printemps 1942 dans le district militaire de l'Oural avec des soldats originaires de divers peuples d'Asie centrale soviétique. Elle arrive au front de Stalingrad fin août et est immédiatement lancée dans les offensives qui tentent, afin de soulager la 62e armée, de percer le couloir allemand allant du Don à la ville. Les offensives de Kotlouban sont des échecs coûteux et à la fin du mois d'octobre, la division est si gravement épuisée qu'elle est dissoute.

## Formation
La division commence à se former en mars 1942 à Krasnooufimsk, dans le district militaire de l'Oural. À cette époque, son personnel était composé d'environ 25 pour cent de Russes, le reste étant presque entièrement de nationalités ouzbèke, kazakhe et kirghize. Une fois la division formée, son ordre de bataille est le suivant, :
- 625e régiment de fusiliers
- 671e régiment de fusiliers
- 695e régiment de fusiliers
- 659e régiment d'artillerie
- 422e groupe (divizion) indépendant antichar
- 476e batterie antiaérienne
- 296e compagnie de reconnaissance
- 379e bataillon de sapeurs
- 595e bataillon indépendant de transmissions
- 366e bataillon médical-sanitaire
- 188e compagnie de lutte contre les gaz
- 542e bataillon automobile
- 855e infirmerie vétérinaire divisionnaire
- 358e boulangerie de campagne
- 1844e bureau de poste de campagne (en)
- 1163e bureau de campagne de la Gosbank.

Le colonel Pavel Ivanovitch Bouniachine, qui était auparavant chef d'état-major de la 18e division de fusiliers, est nommé commandant le 16 avril ; il commandera la division jusqu'à sa dissolution. En mai, la division est affectée à la 8e armée de réserve dans la réserve du haut commandement suprême et commence bientôt à se diriger vers Stalingrad. C'est au nord de la ville que le 24 août le quartier général de la 8e armée de réserve fut utilisé pour former la 66e armée (en) du front de Stalingrad.

### Offensives de Kotlouban
Le 21 août, le XIVe Panzerkorps attaque vers l'est depuis une tête de pont sur la rivière Don et atteint le 23 la Volga et la périphérie nord de Stalingrad. Ce couloir apparemment vulnérable, qui passait à proximité du village de Kotlouban et de sa gare, va attirer des contre-attaques soviétiques jusqu'en novembre. La 221e ne rejoint pas la 66e armée mais est affectée à la nouvelle 24e armée qui a été formée le 27 août, également sur le front de Stalingrad, et déployée un peu plus à l'ouest, au nord du couloir.
La division entre en action à 15 heures le 5 septembre. Elle est confrontée à un terrain sans couverts mais coupé de rivières et de petits ravins, extrêmement favorable au défenseur. La 24e armée attaque les éléments bien retranchés du VIIIe corps d'armée à l'ouest de Kouzmitchi (en) ; la 221e, flanquée des 173e (en) et 207e divisions de fusiliers, pénètre dans la ligne de sécurité allemande et atteint le front de la défense principale allant des pentes nord-ouest de la cote 93.1 au hameau 4 km au sud-ouest de Samofalovka puis au versant nord-ouest de la colline 13.4, ce qui représente un rendement marginal pour l'engagement de trois nouvelles divisions. Cette offensive, qui avait commencé deux jours plus tôt, est complètement bloquée, même si son initiateur, le général Gueorgui Joukov, ne l'arrête pas avant le 13 septembre .

#### Deuxième offensive de Kotlouban
La deuxième offensive de Kotlouban devait débuter le 18 septembre. Le commandant du front, le colonel-général Andreï Ieremenko, choisit un secteur d'attaque d'une largeur de 17 km, de la gare du kilomètre 564 jusqu'au Balka de Kotlouban, en partie parce qu'il était défendu par l'infanterie allemande, plutôt que par les troupes motorisées qui avaient vaincu sa tentative précédente. Ce secteur est celui de la 24e armée, que Ieremenko sait déjà très affaiblie. Ainsi, le 15 septembre, la 221e division est déjà réduite à 5 724 hommes. Ieremenko regroupe donc ses forces et la 221e division est désormais rattachée à la 1re armée de la Garde, tout en restant à peu près dans le même secteur qu'auparavant. Soutenue par 340 chars, l'armée devait percer la défense à la jonction du VIIIe Corps et du XIVe Panzerkorps et exploiter vers le sud le long de l'axe Borodkine  –  Nadejda pour rejoindre la 62e armée isolée dans la région de Goumrak. Le commandant de l'armée, le général Moskalenko, choisit de placer en deuxième échelon les 221e et 207e divisions, ainsi que le 4e corps de chars, afin de pouvoir renforcer la première vague en cas de succès et de repousser les contre-attaques pendant l'avancée. L'offensive commence à 7 heures du matin après une préparation d'artillerie de 90 minutes qui s'est révélée largement inefficace en raison de la profondeur de la défense. Le premier échelon réussit à gagner jusqu'à 3 km par endroits, mais s'arrête ensuite devant les principales lignes de défense alors que les réserves allemandes commencent à arriver. À 14 heures, Moskalenko ordonne à son deuxième échelon de se battre pour maintenir l'élan de l'assaut, mais il arrive trop tard pour arrêter les contre-attaques allemandes, soutenues par jusqu'à 50 chars, qui mettent en déroute les 308e et 316e divisions de fusiliers sur les pentes et la crête de la cote 154.2. Au cours des combats intenses des 18 et 19 septembre, la 1re armée de la Garde perdu 36 000 victimes sur ses 123 000 initiaux.
Après une pause pour se renforcer et un léger changement d'objectifs, Moskalenko reçoit l'ordre de reprendre l'offensive le 23 septembre. Les 221e et 207e divisions forment le premier échelon d'un groupe de choc qui devait attaquer les défenses du 9e bataillon de mitrailleuses de la 60e division d'infanterie motorisée à la gare du kilomètre 564. La gare change de main à trois reprises mais est finalement tenue par la division au soir du 24 septembre. Malgré ce succès mineur, l'offensive globale s'arrête deux jours plus tard, principalement en raison des frappes aériennes allemandes et des contre-attaques locales. Ieriomenko persiste à ordonner à ses armées d'attaquer jusqu'au 4 octobre, mais cela n'aboutit pas à un grand résultat, bien que ces attaques usent les Allemands et les distraient des combats dans la ville elle-même.
À ce moment, la 1re armée de la Garde est transférée au nouveau Front du Don. Plus tard en octobre, la 221e est revenue à la 24e armée sur le même front, mais le 1er novembre, elle est dissoute en raison de pertes excessives. Une nouvelle 221e division de fusiliers est recréée en juin 1943.